# Palet (tijdschrift)
Palet is een Nederlands tweemaandelijks tijdschrift dat reeds 65 jaar verschijnt met informatie over schilder- en tekenkunst in al zijn vormen. Palet werd in oktober 1945 in het leven geroepen door de broers Henk en Jochem Schuijt onder de toenmalige naam Met Palet en tekenstift.
Kunstenaars en amateurs vertellen in het tijdschrift over hun werk. In elke uitgave zijn lessen van bekende kunstenaars over uiteenlopende onderwerpen en worden materialen voor schilderen en tekenen onder de loep genomen, ook een kunstagenda met kunsttentoonstellingen in de lopende periode is in het blad te vinden.
Palet is een uitgave van Arti B.V. in Alkmaar.